# Pero poaphilaria
Pero poaphilaria är en fjärilsart som beskrevs av Achille Guenée 1858. Pero poaphilaria ingår i släktet Pero och familjen mätare. Inga underarter finns listade i Catalogue of Life.